# Bedřich Jenšovský

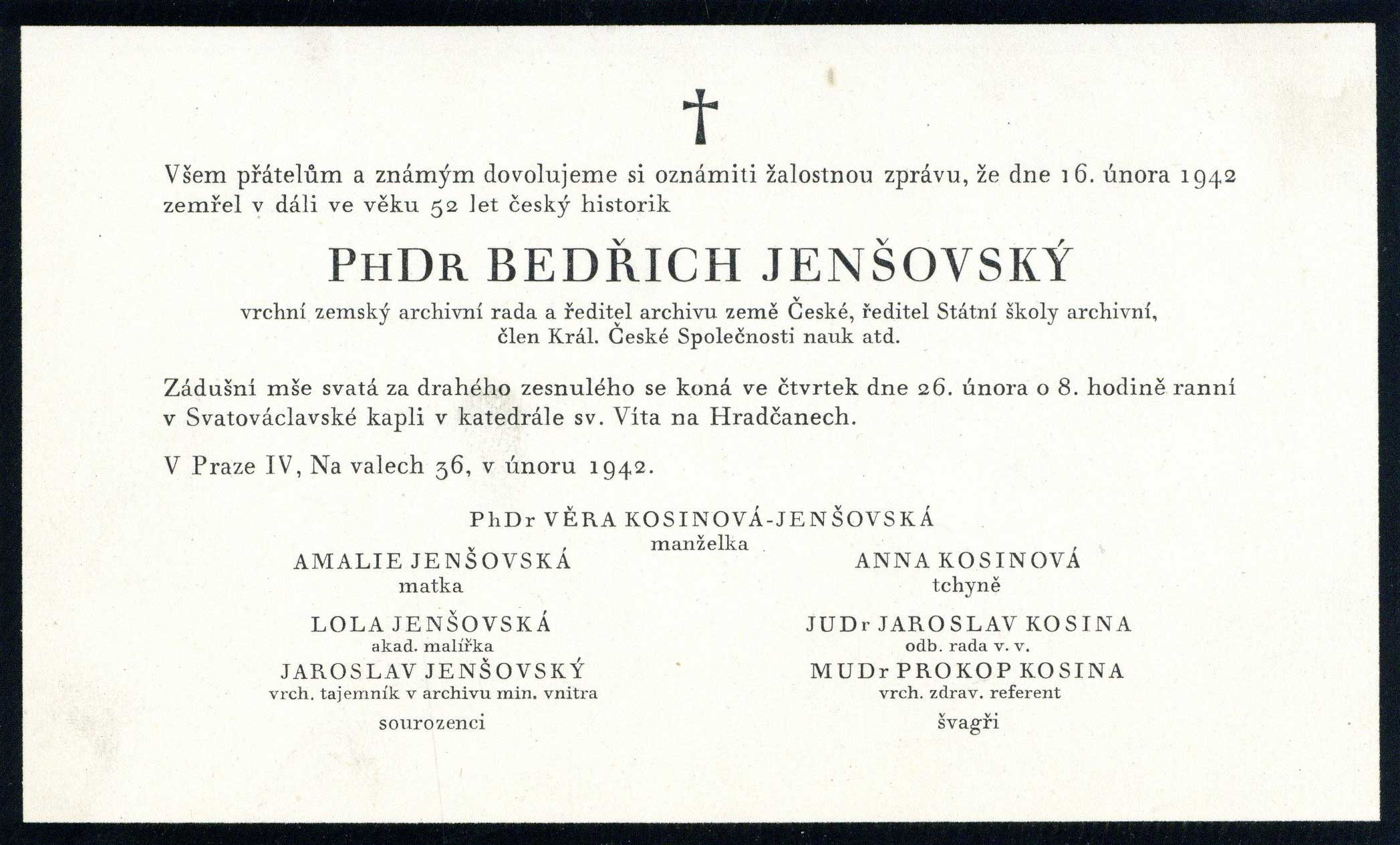
Oznámení o úmrtí Bedřicha Jenšovského

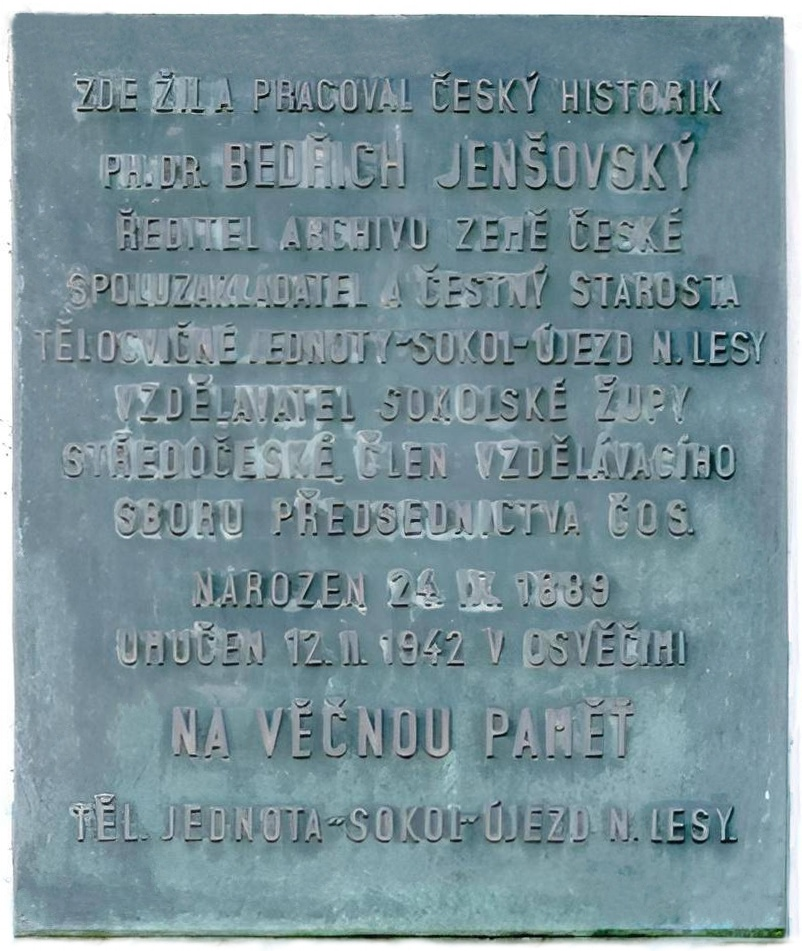
Pametní deska

Bedřich Jenšovský (24. září 1889 Praha – 12. února 1942 koncentrační tábor Osvětim) byl významný český zemský archivář, historik a editor sbírek dokumentů. Jako zemský vrchní archivní rada zastával v letech 1933 až 1941 funkci ředitele Archivu země české v Praze. Práci v této instituci se profesně věnoval po celý svůj život. Byl spoluzakladatelem a dlouhou dobu byl starostou (později čestným starostou) tělocvičné jednoty Sokol Újezd nad Lesy. V Sokole (ČOS) vykonával funkci vzdělavatele Sokolské župy Středočeské Jana Podlipného a byl také členem výboru ČOS a členem předsednictva vzdělávacího sboru ČOS.

## Život

### Studia
Bedřich Jenšovský se narodil 24. září 1889 v Praze na Královských Vinohradech. Vysokoškolská studia absolvoval na  Filozofické fakultě Univerzity Karlovy v Praze. Již jako student navázal Jenšovský spolupráci s českým zemským archivem. Jeho disertační práce nesla název „Politika kurfiřta saského v Čechách v posledních letech vlády Rudolfa II.“ a souvisela s jedním z úkolů zemského archivu – s edicí nazvanou „Sněmy české“. Tímto tématem se pak Bedřich Jenšovský dlouhodobě zaobíral a možno říci, že jej tato tematika provázela v podstatě celou jeho profesní kariérou.

### Odborná práce
Když po roce 1921 spustil Československý historický ústav v Římě výzkum vatikánských archivů a knihoven, stal se Jenšovský zásadním vědeckým pracovníkem a organizátorem tohoto „projektu“. S tímto výzkumem byl spojen i další ediční projekt zastřešovaný Archivem země české v Praze. Tím byla edice nazvaná Monumenta Vaticana res gestas Bohemicas illustrantia. Svoje bohaté historické a archivní zkušenosti využil Bedřich Jenšovský, znalec Vatikánu a Itálie, při tvorbě celé řady vlastních studií a statí. Jenšovský se podílel i na obou základních vydavatelských projektech Archivu země české tedy „Sněmům českým“ i na edici „Monumenta Bohemiae Vaticana“.

### Státní archivní škola
Na Státní archivní škole působil PhDr. Bedřich Jenšovský nejprve jako pedagog (v letech 1920 až 1941), po roce 1927 vykonával funkci tajemníka školy a v roce 1941 v této instituci zastával funkci ředitele a to až do svého zatčení gestapem 8. října 1941. Redigoval „Časopis archivní školy“, kde se zabýval problematikou archivnictví a archivní teorie.

### Archiv země české
Současně byl (v letech 1933 až 1941) ředitelem Archivu země české v Praze, kde v roce 1933 vystřídal Jana Bedřicha Nováka, který z funkce odešel v roce 1933 na odpočinek a téhož roku zemřel. Ve svém portfoliu disponoval Bedřich Jenšovský členstvím v mnoha prvorepublikových vědeckých a kulturních organizacích (Královská česká společnost nauk; Česká akademie pro vědu, slovesnost a umění; Československá obec sokolská).

### Za protektorátu
Po nástupu Reinharda Heydricha do funkce zastupujícího říšského protektora (27. září 1941) a vyhlášení prvního stanného práva se OSVO stala cílem úderů německých bezpečnostních orgánů (gestapo, sicherheitsdienst). Drtivý úder sokolské organizaci zasadily německé bezpečnostní složky v noci ze 7. na 8. října 1941, kdy proběhla po celém území protektorátu tzv. Akce Sokol namířená proti vedoucím činovníkům i proti řadovým členům tělovýchovné organizace Sokol.
Při této rozsáhlé zatýkací razii gestapa bylo zatčeno asi 900 až 1 500 členů České obce sokolské, (z toho asi 800 funkcionářů) mezi nimiž byli i významní sokolští odbojáři. Během této akce byl také 8. října 1941 zatčen ve své pracovně v Archivu země České v Praze i PhDr. Bedřich Jenšovský. Jenšovský byl zpočátku vězněn v policejní věznici gestapa v Malé pevnosti Terezín. Odtud byl deportován do koncentračního tábora v Osvětimi, kde byl vězněn od 15. ledna 1942 pod vězeňským číslem 25630. Tady byl nucen existovat v nelidských táborových podmínkách, byl vystaven týrání a mučení, čímž byl tělesně natolik oslaben, že onemocněl břišním tyfem na který 12. února 1942 zemřel.
V roce 1946 byl PhDr. Bedřich Jenšovský jmenován (in memoriam) řádným členem Československé akademie věd.

Vězeňské identifikační trojfoto (16. ledna 1942; Auschwitz)
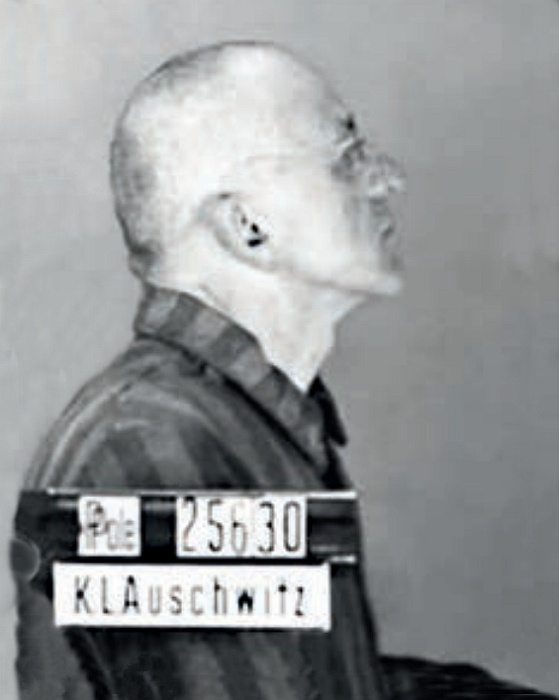
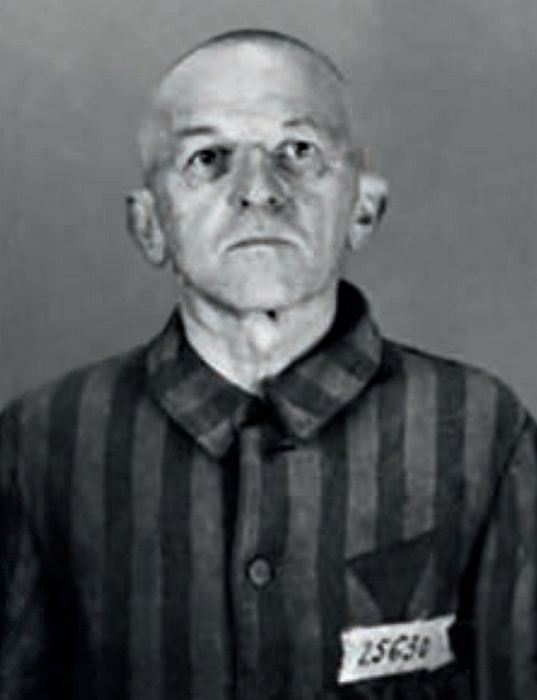
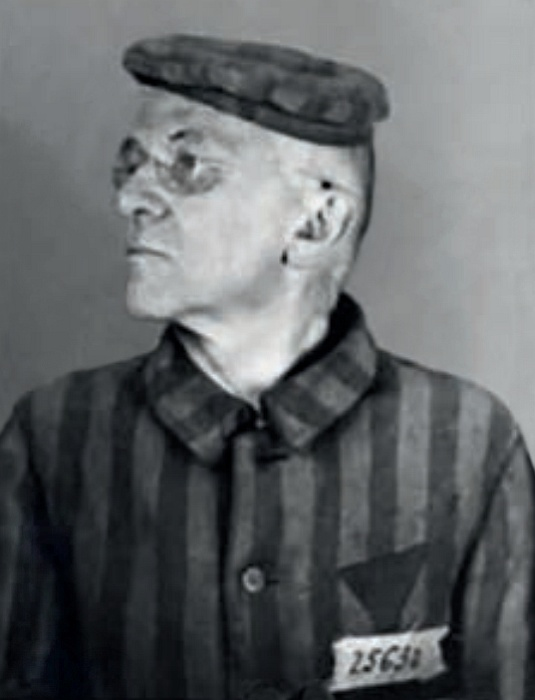

## Rodina
Manželkou Bedřicha Jenšovského byla archivářka a autorka textů z oboru historie a archivnictví PhDr. Věra Jenšovská, CSc., rozená Kosinová (* 4. února 1895 Vysoké Mýto – 25. dubna 1982 Praha) (Někdy je uváděna pod svým dívčím jménem jako Věra Kosinová nebo také jako Věra Jenšovská-Kosinová.)
V letech 1914 až 1938 byl Bedřich Jenšovský občanem Újezda nad Lesy, a sice části, která se nazývala Nová Sibřina. (To je důvod, proč patří mezi významné újezdské občany.)
Synovcem PhDr. Bedřicha Janšovského byl profesor anorganické chemie RNDr. Lubor Jenšovský, CSc. (* 15. června 1926 Praha – 27. dubna 2012). Lubor Jenšovský byl autorem učebnic a textů z oboru a zároveň se věnoval překladů z němčiny a angličtiny.

## Publikační aktivity (výběr)
Bedřich Jenšovský redigoval vědecké a odborné časopisy. V roce 1939 napsal společně se svojí manželkou pátý díl „Ilustrovaných světových dějin“. Toto dílo shrnovalo mezinárodní události z období posledních 20 let (tedy z let 1919 až 1939).
- JENŠOVSKÝ, Bedřich. Politika kurfiřta Saského v Čechách v posledních letech vlády Rudolfa II. V Praze: Nákladem České akademie císaře Františka Josefa pro vědy, slovesnost a umění, 1913; xiii, 106 stran Rozpravy České akademie císaře Františka Josefa pro vědy, slovesnost a umění; třída I, číslo 49.[1]
- JENŠOVSKÝ, Bedřich. Archivy a edice: Poznámky k organizaci české práce historické. Praha: Historický klub, 1920; strany 3-38.[1]
- JENŠOVSKÝ, Bedřich. Knihovna Barberini a český výzkum v Římě. Praha: Tiskem Edvarda Leschingra v Praze, 1925; 166 stran.[1]
- JENŠOVSKÝ, Bedřich. O sedmi klíčích ke komoře korunní. V Praze: [nakladatel není známý], 1932; 14 stran (pojednání).[1]
- JENŠOVSKÝ, Bedřich. Šedesátka ředitele Dra Jana Bedřicha Nováka. Praha: nákladem vlastním, 1932; 17 stran
- JENŠOVSKÝ, Bedřich. V českém archivu zemském. V Praze: Nákladem Československé společnosti archivní, 1934; 12 stran
- JENŠOVSKÝ, Bedřich a KOSINOVÁ, Věra. Ilustrované dějiny světové. Díl V, Novověk III.; od konce světové války do podzimu roku 1938. Praha: Vilímek, 1939; 618 stran.
- JENŠOVSKÝ, Bedřich. Historicko-právní nástin vzniku a vývoje nadání hraběte Straky. Praha: Zemský národní výbor v Praze, 1947; 142 stran (vyšlo posmrtně)

## Připomínky
- Na vnějším plášti vily, kde Bedřich Jenšovský bydlel, na adrese Novosibřinská číslo popisné 594, 190 16 Praha 21 - Újezd nad Lesy se nachází pamětní deska s tímto nápisem: ZDE ŽIL A PRACOVAL ČESKÝ HISTORIK / PH.DR.BEDŘICH JENŠOVSKÝ / ŘEDITEL ARCHIVU ZEMĚ ČESKÉ, / SPOLUZAKLADATEL A ČESTNÝ STAROSTA / TĚLOCVIČNÉ JEDNOTY SOKOL ÚJEZD NAD LESY, / VZDĚLAVATEL SOKOLSKÉ ŽUPY / STŘEDOČESKÉ, ČLEN VZDĚLÁVACÍHO / SBORU PŘEDSEDNICTVA ČOS. / NAROZEN 24.11.1889 / UMUČEN 12.2.1942 V OSVĚTIMI. / NA VĚČNOU PAMĚŤ / TĚL.JEDNOTA SOKOL ÚJEZD NAD LESY.[7][8]
- Další pamětní deska věnovaná Jenšovskému se nachází v budově Archivu země České v Praze.[1]